# Liste des planètes mineures (101001-102000)
Voici la liste des planètes mineures numérotés de 101001 à 102000. Les planètes mineures sont numérotées lorsque leur orbite est confirmée, ce qui peut parfois se produire longtemps après leur découverte. Elles sont classées ici par leur numéro et donc approximativement par leur date de découverte.

## Planètes mineures 101001 à 102000

### 101001-101100
| Nom      | Désignation provisoire | Date de la découverte | Découvreur                           |
| -------- | ---------------------- | --------------------- | ------------------------------------ |
| (101001) | 1998 QD46              | 17 août 1998          | LINEAR                               |
| (101002) | 1998 QE46              | 17 août 1998          | LINEAR                               |
| (101003) | 1998 QW46              | 17 août 1998          | LINEAR                               |
| (101004) | 1998 QY46              | 17 août 1998          | LINEAR                               |
| (101005) | 1998 QD47              | 17 août 1998          | LINEAR                               |
| (101006) | 1998 QG47              | 17 août 1998          | LINEAR                               |
| (101007) | 1998 QM48              | 17 août 1998          | LINEAR                               |
| (101008) | 1998 QO48              | 17 août 1998          | LINEAR                               |
| (101009) | 1998 QQ48              | 17 août 1998          | LINEAR                               |
| (101010) | 1998 QX48              | 17 août 1998          | LINEAR                               |
| (101011) | 1998 QS49              | 17 août 1998          | LINEAR                               |
| (101012) | 1998 QJ50              | 17 août 1998          | LINEAR                               |
| (101013) | 1998 QV52              | 20 août 1998          | LONEOS                               |
| (101014) | 1998 QL54              | 27 août 1998          | LONEOS                               |
| (101015) | 1998 QE55              | 27 août 1998          | LONEOS                               |
| (101016) | 1998 QP55              | 26 août 1998          | ODAS                                 |
| (101017) | 1998 QR56              | 30 août 1998          | Spacewatch                           |
| (101018) | 1998 QB57              | 30 août 1998          | Spacewatch                           |
| (101019) | 1998 QQ57              | 30 août 1998          | Spacewatch                           |
| (101020) | 1998 QF59              | 26 août 1998          | Spacewatch                           |
| (101021) | 1998 QR59              | 26 août 1998          | Spacewatch                           |
| (101022) | 1998 QA60              | 26 août 1998          | Spacewatch                           |
| (101023) | 1998 QB61              | 23 août 1998          | LONEOS                               |
| (101024) | 1998 QO61              | 29 août 1998          | LONEOS                               |
| (101025) | 1998 QJ63              | 30 août 1998          | Bickel, W.                           |
| (101026) | 1998 QT63              | 30 août 1998          | Beijing Schmidt CCD Asteroid Program |
| (101027) | 1998 QL71              | 24 août 1998          | LINEAR                               |
| (101028) | 1998 QZ74              | 24 août 1998          | LINEAR                               |
| (101029) | 1998 QJ75              | 24 août 1998          | LINEAR                               |
| (101030) | 1998 QF76              | 24 août 1998          | LINEAR                               |
| (101031) | 1998 QU76              | 24 août 1998          | LINEAR                               |
| (101032) | 1998 QM80              | 24 août 1998          | LINEAR                               |
| (101033) | 1998 QR82              | 24 août 1998          | LINEAR                               |
| (101034) | 1998 QT82              | 24 août 1998          | LINEAR                               |
| (101035) | 1998 QL83              | 24 août 1998          | LINEAR                               |
| (101036) | 1998 QF87              | 24 août 1998          | LINEAR                               |
| (101037) | 1998 QX90              | 28 août 1998          | LINEAR                               |
| (101038) | 1998 QA96              | 19 août 1998          | LINEAR                               |
| (101039) | 1998 QM97              | 24 août 1998          | LINEAR                               |
| (101040) | 1998 QJ98              | 28 août 1998          | LINEAR                               |
| (101041) | 1998 QV98              | 31 août 1998          | Klet                                 |
| (101042) | 1998 QN99              | 26 août 1998          | Elst, E. W.                          |
| (101043) | 1998 QP99              | 26 août 1998          | Elst, E. W.                          |
| (101044) | 1998 QU99              | 26 août 1998          | Elst, E. W.                          |
| (101045) | 1998 QN100             | 26 août 1998          | Elst, E. W.                          |
| (101046) | 1998 QQ100             | 26 août 1998          | Elst, E. W.                          |
| (101047) | 1998 QU100             | 26 août 1998          | Elst, E. W.                          |
| (101048) | 1998 QM101             | 26 août 1998          | Elst, E. W.                          |
| (101049) | 1998 QD105             | 25 août 1998          | Elst, E. W.                          |
| (101050) | 1998 QM105             | 25 août 1998          | Elst, E. W.                          |
| (101051) | 1998 QK106             | 25 août 1998          | Elst, E. W.                          |
| (101052) | 1998 QK109             | 17 août 1998          | LINEAR                               |
| (101053) | 1998 QN110             | 26 août 1998          | LONEOS                               |
| (101054) | 1998 QP110             | 26 août 1998          | LONEOS                               |
| (101055) | 1998 RL                | 1er septembre 1998    | Beijing Schmidt CCD Asteroid Program |
| (101056) | 1998 RF1               | 10 septembre 1998     | Visnjan                              |
| (101057) | 1998 RD3               | 15 septembre 1998     | Spacewatch                           |
| (101058) | 1998 RN3               | 14 septembre 1998     | LINEAR                               |
| (101059) | 1998 RR3               | 14 septembre 1998     | LINEAR                               |
| (101060) | 1998 RE4               | 14 septembre 1998     | LINEAR                               |
| (101061) | 1998 RL4               | 14 septembre 1998     | LINEAR                               |
| (101062) | 1998 RF5               | 15 septembre 1998     | ODAS                                 |
| (101063) | 1998 RB6               | 14 septembre 1998     | LONEOS                               |
| (101064) | 1998 RG8               | 12 septembre 1998     | Spacewatch                           |
| (101065) | 1998 RV11              | 13 septembre 1998     | Spacewatch                           |
| (101066) | 1998 RP13              | 13 septembre 1998     | Spacewatch                           |
| (101067) | 1998 RJ14              | 14 septembre 1998     | Spacewatch                           |
| (101068) | 1998 RO14              | 14 septembre 1998     | Spacewatch                           |
| (101069) | 1998 RX14              | 15 septembre 1998     | Spacewatch                           |
| (101070) | 1998 RY15              | 14 septembre 1998     | Beijing Schmidt CCD Asteroid Program |
| (101071) | 1998 RE17              | 14 septembre 1998     | LINEAR                               |
| (101072) | 1998 RN18              | 14 septembre 1998     | LINEAR                               |
| (101073) | 1998 RU18              | 14 septembre 1998     | LINEAR                               |
| (101074) | 1998 RY19              | 14 septembre 1998     | LINEAR                               |
| (101075) | 1998 RN20              | 13 septembre 1998     | LONEOS                               |
| (101076) | 1998 RM21              | 15 septembre 1998     | Spacewatch                           |
| (101077) | 1998 RH22              | 14 septembre 1998     | LINEAR                               |
| (101078) | 1998 RF24              | 14 septembre 1998     | LINEAR                               |
| (101079) | 1998 RW24              | 14 septembre 1998     | LINEAR                               |
| (101080) | 1998 RB25              | 14 septembre 1998     | LINEAR                               |
| (101081) | 1998 RU25              | 14 septembre 1998     | LINEAR                               |
| (101082) | 1998 RO26              | 14 septembre 1998     | LINEAR                               |
| (101083) | 1998 RK27              | 14 septembre 1998     | LINEAR                               |
| (101084) | 1998 RV28              | 14 septembre 1998     | LINEAR                               |
| (101085) | 1998 RL29              | 14 septembre 1998     | LINEAR                               |
| (101086) | 1998 RG31              | 14 septembre 1998     | LINEAR                               |
| (101087) | 1998 RC32              | 14 septembre 1998     | LINEAR                               |
| (101088) | 1998 RD32              | 14 septembre 1998     | LINEAR                               |
| (101089) | 1998 RR32              | 14 septembre 1998     | LINEAR                               |
| (101090) | 1998 RG33              | 14 septembre 1998     | LINEAR                               |
| (101091) | 1998 RW33              | 14 septembre 1998     | LINEAR                               |
| (101092) | 1998 RE35              | 14 septembre 1998     | LINEAR                               |
| (101093) | 1998 RE36              | 14 septembre 1998     | LINEAR                               |
| (101094) | 1998 RJ36              | 14 septembre 1998     | LINEAR                               |
| (101095) | 1998 RX36              | 14 septembre 1998     | LINEAR                               |
| (101096) | 1998 RL37              | 14 septembre 1998     | LINEAR                               |
| (101097) | 1998 RB39              | 14 septembre 1998     | LINEAR                               |
| (101098) | 1998 RG39              | 14 septembre 1998     | LINEAR                               |
| (101099) | 1998 RK41              | 14 septembre 1998     | LINEAR                               |
| (101100) | 1998 RM41              | 14 septembre 1998     | LINEAR                               |

### 101101-101200
| Nom                 | Désignation provisoire | Date de la découverte | Découvreur                           |
| ------------------- | ---------------------- | --------------------- | ------------------------------------ |
| (101101) Carmichael | 1998 RO41              | 14 septembre 1998     | LINEAR                               |
| (101102)            | 1998 RW41              | 14 septembre 1998     | LINEAR                               |
| (101103)            | 1998 RA42              | 14 septembre 1998     | LINEAR                               |
| (101104)            | 1998 RC42              | 14 septembre 1998     | LINEAR                               |
| (101105)            | 1998 RS42              | 14 septembre 1998     | LINEAR                               |
| (101106)            | 1998 RA43              | 14 septembre 1998     | LINEAR                               |
| (101107)            | 1998 RE45              | 14 septembre 1998     | LINEAR                               |
| (101108)            | 1998 RS45              | 14 septembre 1998     | LINEAR                               |
| (101109)            | 1998 RZ45              | 14 septembre 1998     | LINEAR                               |
| (101110)            | 1998 RV48              | 14 septembre 1998     | LINEAR                               |
| (101111)            | 1998 RZ48              | 14 septembre 1998     | LINEAR                               |
| (101112)            | 1998 RG51              | 14 septembre 1998     | LINEAR                               |
| (101113)            | 1998 RM51              | 14 septembre 1998     | LINEAR                               |
| (101114)            | 1998 RW51              | 14 septembre 1998     | LINEAR                               |
| (101115)            | 1998 RX51              | 14 septembre 1998     | LINEAR                               |
| (101116)            | 1998 RD52              | 14 septembre 1998     | LINEAR                               |
| (101117)            | 1998 RA53              | 14 septembre 1998     | LINEAR                               |
| (101118)            | 1998 RJ53              | 14 septembre 1998     | LINEAR                               |
| (101119)            | 1998 RK53              | 14 septembre 1998     | LINEAR                               |
| (101120)            | 1998 RO53              | 14 septembre 1998     | LINEAR                               |
| (101121)            | 1998 RO54              | 14 septembre 1998     | LINEAR                               |
| (101122)            | 1998 RR54              | 14 septembre 1998     | LINEAR                               |
| (101123)            | 1998 RH55              | 14 septembre 1998     | LINEAR                               |
| (101124)            | 1998 RD56              | 14 septembre 1998     | LINEAR                               |
| (101125)            | 1998 RO56              | 14 septembre 1998     | LINEAR                               |
| (101126)            | 1998 RC57              | 14 septembre 1998     | LINEAR                               |
| (101127)            | 1998 RE57              | 14 septembre 1998     | LINEAR                               |
| (101128)            | 1998 RX57              | 14 septembre 1998     | LINEAR                               |
| (101129)            | 1998 RU58              | 14 septembre 1998     | LINEAR                               |
| (101130)            | 1998 RQ59              | 14 septembre 1998     | LINEAR                               |
| (101131)            | 1998 RW59              | 14 septembre 1998     | LINEAR                               |
| (101132)            | 1998 RP60              | 14 septembre 1998     | LINEAR                               |
| (101133)            | 1998 RR60              | 14 septembre 1998     | LINEAR                               |
| (101134)            | 1998 RV60              | 14 septembre 1998     | LINEAR                               |
| (101135)            | 1998 RZ60              | 14 septembre 1998     | LINEAR                               |
| (101136)            | 1998 RF64              | 14 septembre 1998     | LINEAR                               |
| (101137)            | 1998 RV64              | 14 septembre 1998     | LINEAR                               |
| (101138)            | 1998 RY65              | 14 septembre 1998     | LINEAR                               |
| (101139)            | 1998 RA66              | 14 septembre 1998     | LINEAR                               |
| (101140)            | 1998 RY67              | 14 septembre 1998     | LINEAR                               |
| (101141)            | 1998 RR68              | 14 septembre 1998     | LINEAR                               |
| (101142)            | 1998 RQ69              | 14 septembre 1998     | LINEAR                               |
| (101143)            | 1998 RS69              | 14 septembre 1998     | LINEAR                               |
| (101144)            | 1998 RT69              | 14 septembre 1998     | LINEAR                               |
| (101145)            | 1998 RD70              | 14 septembre 1998     | LINEAR                               |
| (101146)            | 1998 RK70              | 14 septembre 1998     | LINEAR                               |
| (101147)            | 1998 RS70              | 14 septembre 1998     | LINEAR                               |
| (101148)            | 1998 RV70              | 14 septembre 1998     | LINEAR                               |
| (101149)            | 1998 RY70              | 14 septembre 1998     | LINEAR                               |
| (101150)            | 1998 RN71              | 14 septembre 1998     | LINEAR                               |
| (101151)            | 1998 RB72              | 14 septembre 1998     | LINEAR                               |
| (101152)            | 1998 RD72              | 14 septembre 1998     | LINEAR                               |
| (101153)            | 1998 RP72              | 14 septembre 1998     | LINEAR                               |
| (101154)            | 1998 RE74              | 14 septembre 1998     | LINEAR                               |
| (101155)            | 1998 RM74              | 14 septembre 1998     | LINEAR                               |
| (101156)            | 1998 RQ74              | 14 septembre 1998     | LINEAR                               |
| (101157)            | 1998 RN76              | 14 septembre 1998     | LINEAR                               |
| (101158)            | 1998 RA77              | 14 septembre 1998     | LINEAR                               |
| (101159)            | 1998 RU77              | 14 septembre 1998     | LINEAR                               |
| (101160)            | 1998 RW77              | 14 septembre 1998     | LINEAR                               |
| (101161)            | 1998 RJ78              | 14 septembre 1998     | LINEAR                               |
| (101162)            | 1998 RS78              | 14 septembre 1998     | LINEAR                               |
| (101163)            | 1998 RR79              | 14 septembre 1998     | LINEAR                               |
| (101164)            | 1998 RD80              | 14 septembre 1998     | LINEAR                               |
| (101165)            | 1998 SS                | 16 septembre 1998     | ODAS                                 |
| (101166)            | 1998 ST1               | 16 septembre 1998     | ODAS                                 |
| (101167)            | 1998 SW2               | 19 septembre 1998     | CSS                                  |
| (101168)            | 1998 SX2               | 18 septembre 1998     | LINEAR                               |
| (101169)            | 1998 SR3               | 18 septembre 1998     | ODAS                                 |
| (101170)            | 1998 SU3               | 18 septembre 1998     | ODAS                                 |
| (101171)            | 1998 SA4               | 18 septembre 1998     | ODAS                                 |
| (101172)            | 1998 SF4               | 19 septembre 1998     | Comba, P. G.                         |
| (101173)            | 1998 SY4               | 17 septembre 1998     | LONEOS                               |
| (101174)            | 1998 SZ4               | 17 septembre 1998     | LONEOS                               |
| (101175)            | 1998 SO6               | 20 septembre 1998     | Spacewatch                           |
| (101176)            | 1998 SE7               | 20 septembre 1998     | Spacewatch                           |
| (101177)            | 1998 SM8               | 20 septembre 1998     | Spacewatch                           |
| (101178)            | 1998 SY8               | 20 septembre 1998     | Spacewatch                           |
| (101179)            | 1998 SA9               | 20 septembre 1998     | Spacewatch                           |
| (101180)            | 1998 SH9               | 17 septembre 1998     | Beijing Schmidt CCD Asteroid Program |
| (101181)            | 1998 SZ9               | 21 septembre 1998     | CSS                                  |
| (101182)            | 1998 SY10              | 17 septembre 1998     | ODAS                                 |
| (101183)            | 1998 SR11              | 19 septembre 1998     | ODAS                                 |
| (101184)            | 1998 SP12              | 21 septembre 1998     | CSS                                  |
| (101185)            | 1998 SS12              | 23 septembre 1998     | CSS                                  |
| (101186)            | 1998 SD13              | 23 septembre 1998     | Pravec, P.                           |
| (101187)            | 1998 SV13              | 16 septembre 1998     | LONEOS                               |
| (101188)            | 1998 SP14              | 17 septembre 1998     | LONEOS                               |
| (101189)            | 1998 SW19              | 20 septembre 1998     | Spacewatch                           |
| (101190)            | 1998 SJ23              | 17 septembre 1998     | LONEOS                               |
| (101191)            | 1998 SL23              | 17 septembre 1998     | LONEOS                               |
| (101192)            | 1998 SO23              | 17 septembre 1998     | LONEOS                               |
| (101193)            | 1998 SY23              | 17 septembre 1998     | LONEOS                               |
| (101194)            | 1998 SO24              | 17 septembre 1998     | LONEOS                               |
| (101195)            | 1998 SV25              | 22 septembre 1998     | LONEOS                               |
| (101196)            | 1998 SM26              | 24 septembre 1998     | Comba, P. G.                         |
| (101197)            | 1998 SH27              | 25 septembre 1998     | Pravec, P.                           |
| (101198)            | 1998 SK30              | 19 septembre 1998     | Spacewatch                           |
| (101199)            | 1998 SG32              | 21 septembre 1998     | Spacewatch                           |
| (101200)            | 1998 SH32              | 21 septembre 1998     | Spacewatch                           |

### 101201-101300
| Nom      | Désignation provisoire | Date de la découverte | Découvreur                           |
| -------- | ---------------------- | --------------------- | ------------------------------------ |
| (101201) | 1998 SS33              | 26 septembre 1998     | LINEAR                               |
| (101202) | 1998 SN36              | 19 septembre 1998     | Spacewatch                           |
| (101203) | 1998 SH39              | 23 septembre 1998     | Spacewatch                           |
| (101204) | 1998 SV42              | 17 septembre 1998     | Beijing Schmidt CCD Asteroid Program |
| (101205) | 1998 SV46              | 25 septembre 1998     | Spacewatch                           |
| (101206) | 1998 SX46              | 25 septembre 1998     | Spacewatch                           |
| (101207) | 1998 SB47              | 25 septembre 1998     | Spacewatch                           |
| (101208) | 1998 SF48              | 27 septembre 1998     | Spacewatch                           |
| (101209) | 1998 SL48              | 27 septembre 1998     | Spacewatch                           |
| (101210) | 1998 SW50              | 26 septembre 1998     | Spacewatch                           |
| (101211) | 1998 SF51              | 26 septembre 1998     | Spacewatch                           |
| (101212) | 1998 SK51              | 27 septembre 1998     | Spacewatch                           |
| (101213) | 1998 SZ51              | 28 septembre 1998     | Spacewatch                           |
| (101214) | 1998 SF52              | 28 septembre 1998     | Spacewatch                           |
| (101215) | 1998 SC53              | 30 septembre 1998     | Spacewatch                           |
| (101216) | 1998 SG53              | 30 septembre 1998     | Spacewatch                           |
| (101217) | 1998 SG54              | 16 septembre 1998     | LONEOS                               |
| (101218) | 1998 SR54              | 16 septembre 1998     | LONEOS                               |
| (101219) | 1998 SM55              | 16 septembre 1998     | LONEOS                               |
| (101220) | 1998 ST57              | 17 septembre 1998     | LONEOS                               |
| (101221) | 1998 SB62              | 18 septembre 1998     | LONEOS                               |
| (101222) | 1998 SQ62              | 20 septembre 1998     | Beijing Schmidt CCD Asteroid Program |
| (101223) | 1998 SW62              | 25 septembre 1998     | Beijing Schmidt CCD Asteroid Program |
| (101224) | 1998 ST64              | 20 septembre 1998     | Elst, E. W.                          |
| (101225) | 1998 SO65              | 20 septembre 1998     | Elst, E. W.                          |
| (101226) | 1998 SY66              | 20 septembre 1998     | Elst, E. W.                          |
| (101227) | 1998 SX68              | 19 septembre 1998     | LINEAR                               |
| (101228) | 1998 SN69              | 19 septembre 1998     | LINEAR                               |
| (101229) | 1998 SJ71              | 21 septembre 1998     | Elst, E. W.                          |
| (101230) | 1998 SV72              | 21 septembre 1998     | Elst, E. W.                          |
| (101231) | 1998 SZ74              | 21 septembre 1998     | Elst, E. W.                          |
| (101232) | 1998 SU75              | 29 septembre 1998     | LINEAR                               |
| (101233) | 1998 SF76              | 19 septembre 1998     | LINEAR                               |
| (101234) | 1998 SE77              | 26 septembre 1998     | LINEAR                               |
| (101235) | 1998 SB78              | 26 septembre 1998     | LINEAR                               |
| (101236) | 1998 SV78              | 26 septembre 1998     | LINEAR                               |
| (101237) | 1998 SE79              | 26 septembre 1998     | LINEAR                               |
| (101238) | 1998 SQ79              | 26 septembre 1998     | LINEAR                               |
| (101239) | 1998 SD80              | 26 septembre 1998     | LINEAR                               |
| (101240) | 1998 SG81              | 26 septembre 1998     | LINEAR                               |
| (101241) | 1998 SZ81              | 26 septembre 1998     | LINEAR                               |
| (101242) | 1998 SO82              | 26 septembre 1998     | LINEAR                               |
| (101243) | 1998 SW82              | 26 septembre 1998     | LINEAR                               |
| (101244) | 1998 SS83              | 26 septembre 1998     | LINEAR                               |
| (101245) | 1998 SD84              | 26 septembre 1998     | LINEAR                               |
| (101246) | 1998 SS87              | 26 septembre 1998     | LINEAR                               |
| (101247) | 1998 SV87              | 26 septembre 1998     | LINEAR                               |
| (101248) | 1998 ST88              | 26 septembre 1998     | LINEAR                               |
| (101249) | 1998 SQ89              | 26 septembre 1998     | LINEAR                               |
| (101250) | 1998 SR91              | 26 septembre 1998     | LINEAR                               |
| (101251) | 1998 SE92              | 26 septembre 1998     | LINEAR                               |
| (101252) | 1998 SO92              | 26 septembre 1998     | LINEAR                               |
| (101253) | 1998 SG93              | 26 septembre 1998     | LINEAR                               |
| (101254) | 1998 SK93              | 26 septembre 1998     | LINEAR                               |
| (101255) | 1998 SY93              | 26 septembre 1998     | LINEAR                               |
| (101256) | 1998 SA95              | 26 septembre 1998     | LINEAR                               |
| (101257) | 1998 SE95              | 26 septembre 1998     | LINEAR                               |
| (101258) | 1998 SF97              | 26 septembre 1998     | LINEAR                               |
| (101259) | 1998 SA98              | 26 septembre 1998     | LINEAR                               |
| (101260) | 1998 SU98              | 26 septembre 1998     | LINEAR                               |
| (101261) | 1998 SS102             | 26 septembre 1998     | LINEAR                               |
| (101262) | 1998 SU104             | 26 septembre 1998     | LINEAR                               |
| (101263) | 1998 SU105             | 26 septembre 1998     | LINEAR                               |
| (101264) | 1998 SW105             | 26 septembre 1998     | LINEAR                               |
| (101265) | 1998 SX105             | 26 septembre 1998     | LINEAR                               |
| (101266) | 1998 SJ107             | 26 septembre 1998     | LINEAR                               |
| (101267) | 1998 SU107             | 26 septembre 1998     | LINEAR                               |
| (101268) | 1998 SJ110             | 26 septembre 1998     | LINEAR                               |
| (101269) | 1998 SS110             | 26 septembre 1998     | LINEAR                               |
| (101270) | 1998 SQ111             | 26 septembre 1998     | LINEAR                               |
| (101271) | 1998 SU111             | 26 septembre 1998     | LINEAR                               |
| (101272) | 1998 SN113             | 26 septembre 1998     | LINEAR                               |
| (101273) | 1998 SO113             | 26 septembre 1998     | LINEAR                               |
| (101274) | 1998 SC114             | 26 septembre 1998     | LINEAR                               |
| (101275) | 1998 SF115             | 26 septembre 1998     | LINEAR                               |
| (101276) | 1998 SN115             | 26 septembre 1998     | LINEAR                               |
| (101277) | 1998 SS115             | 26 septembre 1998     | LINEAR                               |
| (101278) | 1998 SS116             | 26 septembre 1998     | LINEAR                               |
| (101279) | 1998 SX116             | 26 septembre 1998     | LINEAR                               |
| (101280) | 1998 SD117             | 26 septembre 1998     | LINEAR                               |
| (101281) | 1998 SP117             | 26 septembre 1998     | LINEAR                               |
| (101282) | 1998 SC118             | 26 septembre 1998     | LINEAR                               |
| (101283) | 1998 SJ118             | 26 septembre 1998     | LINEAR                               |
| (101284) | 1998 SH119             | 26 septembre 1998     | LINEAR                               |
| (101285) | 1998 SC124             | 26 septembre 1998     | LINEAR                               |
| (101286) | 1998 SF124             | 26 septembre 1998     | LINEAR                               |
| (101287) | 1998 SP124             | 26 septembre 1998     | LINEAR                               |
| (101288) | 1998 SA125             | 26 septembre 1998     | LINEAR                               |
| (101289) | 1998 SL125             | 26 septembre 1998     | LINEAR                               |
| (101290) | 1998 SO125             | 26 septembre 1998     | LINEAR                               |
| (101291) | 1998 SP125             | 26 septembre 1998     | LINEAR                               |
| (101292) | 1998 SM126             | 26 septembre 1998     | LINEAR                               |
| (101293) | 1998 SS126             | 26 septembre 1998     | LINEAR                               |
| (101294) | 1998 SW126             | 26 septembre 1998     | LINEAR                               |
| (101295) | 1998 SB127             | 26 septembre 1998     | LINEAR                               |
| (101296) | 1998 SE127             | 26 septembre 1998     | LINEAR                               |
| (101297) | 1998 SZ127             | 26 septembre 1998     | LINEAR                               |
| (101298) | 1998 SE128             | 26 septembre 1998     | LINEAR                               |
| (101299) | 1998 SL129             | 26 septembre 1998     | LINEAR                               |
| (101300) | 1998 SV129             | 26 septembre 1998     | LINEAR                               |

### 101301-101400
| Nom               | Désignation provisoire | Date de la découverte | Découvreur                           |
| ----------------- | ---------------------- | --------------------- | ------------------------------------ |
| (101301)          | 1998 SH130             | 26 septembre 1998     | LINEAR                               |
| (101302)          | 1998 SA131             | 26 septembre 1998     | LINEAR                               |
| (101303)          | 1998 SE133             | 26 septembre 1998     | LINEAR                               |
| (101304)          | 1998 SJ133             | 26 septembre 1998     | LINEAR                               |
| (101305)          | 1998 SL133             | 26 septembre 1998     | LINEAR                               |
| (101306)          | 1998 SM133             | 26 septembre 1998     | LINEAR                               |
| (101307)          | 1998 SU133             | 26 septembre 1998     | LINEAR                               |
| (101308)          | 1998 SX133             | 26 septembre 1998     | LINEAR                               |
| (101309)          | 1998 SZ135             | 26 septembre 1998     | LINEAR                               |
| (101310)          | 1998 SJ136             | 26 septembre 1998     | LINEAR                               |
| (101311)          | 1998 SA138             | 26 septembre 1998     | LINEAR                               |
| (101312)          | 1998 SO138             | 26 septembre 1998     | LINEAR                               |
| (101313)          | 1998 SA142             | 26 septembre 1998     | LINEAR                               |
| (101314)          | 1998 SD142             | 26 septembre 1998     | LINEAR                               |
| (101315)          | 1998 SL143             | 18 septembre 1998     | Elst, E. W.                          |
| (101316)          | 1998 SS145             | 20 septembre 1998     | Elst, E. W.                          |
| (101317)          | 1998 SD149             | 26 septembre 1998     | LINEAR                               |
| (101318)          | 1998 SJ151             | 26 septembre 1998     | LINEAR                               |
| (101319)          | 1998 SW152             | 26 septembre 1998     | LINEAR                               |
| (101320)          | 1998 SY153             | 26 septembre 1998     | LINEAR                               |
| (101321)          | 1998 SP154             | 26 septembre 1998     | LINEAR                               |
| (101322)          | 1998 SA155             | 26 septembre 1998     | LINEAR                               |
| (101323)          | 1998 SO155             | 26 septembre 1998     | LINEAR                               |
| (101324)          | 1998 SC157             | 26 septembre 1998     | LINEAR                               |
| (101325)          | 1998 SO159             | 26 septembre 1998     | LINEAR                               |
| (101326)          | 1998 SS159             | 26 septembre 1998     | LINEAR                               |
| (101327)          | 1998 SW161             | 26 septembre 1998     | LINEAR                               |
| (101328)          | 1998 SJ162             | 26 septembre 1998     | LINEAR                               |
| (101329)          | 1998 SZ162             | 26 septembre 1998     | LINEAR                               |
| (101330)          | 1998 SS163             | 18 septembre 1998     | Elst, E. W.                          |
| (101331) Sjöström | 1998 SA164             | 18 septembre 1998     | Elst, E. W.                          |
| (101332)          | 1998 SB168             | 19 septembre 1998     | LONEOS                               |
| (101333)          | 1998 SC168             | 16 septembre 1998     | LONEOS                               |
| (101334)          | 1998 SE169             | 22 septembre 1998     | LONEOS                               |
| (101335)          | 1998 SK171             | 18 septembre 1998     | ODAS                                 |
| (101336)          | 1998 TN1               | 12 octobre 1998       | Spacewatch                           |
| (101337)          | 1998 TD2               | 12 octobre 1998       | ODAS                                 |
| (101338)          | 1998 TM2               | 13 octobre 1998       | ODAS                                 |
| (101339)          | 1998 TS2               | 13 octobre 1998       | ODAS                                 |
| (101340)          | 1998 TN4               | 13 octobre 1998       | Spacewatch                           |
| (101341)          | 1998 TA7               | 12 octobre 1998       | ODAS                                 |
| (101342)          | 1998 TA10              | 12 octobre 1998       | Spacewatch                           |
| (101343)          | 1998 TL10              | 12 octobre 1998       | Spacewatch                           |
| (101344)          | 1998 TG12              | 13 octobre 1998       | Spacewatch                           |
| (101345)          | 1998 TQ12              | 13 octobre 1998       | Spacewatch                           |
| (101346)          | 1998 TY15              | 15 octobre 1998       | ODAS                                 |
| (101347)          | 1998 TZ15              | 15 octobre 1998       | ODAS                                 |
| (101348)          | 1998 TG17              | 14 octobre 1998       | ODAS                                 |
| (101349)          | 1998 TA19              | 14 octobre 1998       | Beijing Schmidt CCD Asteroid Program |
| (101350)          | 1998 TE20              | 13 octobre 1998       | Spacewatch                           |
| (101351)          | 1998 TM29              | 15 octobre 1998       | Spacewatch                           |
| (101352)          | 1998 TT33              | 14 octobre 1998       | LONEOS                               |
| (101353)          | 1998 TC34              | 14 octobre 1998       | LONEOS                               |
| (101354)          | 1998 TB35              | 14 octobre 1998       | LONEOS                               |
| (101355)          | 1998 TS35              | 15 octobre 1998       | ODAS                                 |
| (101356)          | 1998 TD36              | 15 octobre 1998       | Beijing Schmidt CCD Asteroid Program |
| (101357)          | 1998 TL37              | 14 octobre 1998       | LONEOS                               |
| (101358)          | 1998 TQ37              | 10 octobre 1998       | LONEOS                               |
| (101359)          | 1998 TD38              | 14 octobre 1998       | LONEOS                               |
| (101360)          | 1998 UH                | 17 octobre 1998       | CSS                                  |
| (101361)          | 1998 UJ                | 17 octobre 1998       | CSS                                  |
| (101362)          | 1998 UP                | 17 octobre 1998       | Comba, P. G.                         |
| (101363)          | 1998 UQ                | 16 octobre 1998       | LINEAR                               |
| (101364)          | 1998 US                | 18 octobre 1998       | Comba, P. G.                         |
| (101365)          | 1998 UT                | 16 octobre 1998       | CSS                                  |
| (101366)          | 1998 UY                | 17 octobre 1998       | Spacewatch                           |
| (101367)          | 1998 UB1               | 16 octobre 1998       | Pravec, P.                           |
| (101368)          | 1998 UW2               | 20 octobre 1998       | ODAS                                 |
| (101369)          | 1998 UY3               | 20 octobre 1998       | ODAS                                 |
| (101370)          | 1998 UM4               | 20 octobre 1998       | ODAS                                 |
| (101371)          | 1998 UT5               | 22 octobre 1998       | ODAS                                 |
| (101372)          | 1998 UD6               | 22 octobre 1998       | ODAS                                 |
| (101373)          | 1998 UV8               | 17 octobre 1998       | Beijing Schmidt CCD Asteroid Program |
| (101374)          | 1998 UT9               | 16 octobre 1998       | Spacewatch                           |
| (101375)          | 1998 UA10              | 16 octobre 1998       | Spacewatch                           |
| (101376)          | 1998 UY10              | 17 octobre 1998       | Spacewatch                           |
| (101377)          | 1998 UB12              | 17 octobre 1998       | Spacewatch                           |
| (101378)          | 1998 UP12              | 18 octobre 1998       | Spacewatch                           |
| (101379)          | 1998 UE16              | 23 octobre 1998       | ODAS                                 |
| (101380)          | 1998 UT17              | 18 octobre 1998       | Beijing Schmidt CCD Asteroid Program |
| (101381)          | 1998 UU19              | 28 octobre 1998       | LINEAR                               |
| (101382)          | 1998 UN21              | 28 octobre 1998       | LINEAR                               |
| (101383) Karloff  | 1998 UK23              | 30 octobre 1998       | Tucker, R. A.                        |
| (101384)          | 1998 UW23              | 17 octobre 1998       | LONEOS                               |
| (101385)          | 1998 UB24              | 17 octobre 1998       | LONEOS                               |
| (101386)          | 1998 UW26              | 18 octobre 1998       | Elst, E. W.                          |
| (101387)          | 1998 UE28              | 29 octobre 1998       | LINEAR                               |
| (101388)          | 1998 UA31              | 29 octobre 1998       | CSS                                  |
| (101389)          | 1998 UQ33              | 28 octobre 1998       | LINEAR                               |
| (101390)          | 1998 UV33              | 28 octobre 1998       | LINEAR                               |
| (101391)          | 1998 UM34              | 28 octobre 1998       | LINEAR                               |
| (101392)          | 1998 UW34              | 28 octobre 1998       | LINEAR                               |
| (101393)          | 1998 UD36              | 28 octobre 1998       | LINEAR                               |
| (101394)          | 1998 UL38              | 28 octobre 1998       | LINEAR                               |
| (101395)          | 1998 UB39              | 28 octobre 1998       | LINEAR                               |
| (101396)          | 1998 UE39              | 28 octobre 1998       | LINEAR                               |
| (101397)          | 1998 UG39              | 28 octobre 1998       | LINEAR                               |
| (101398)          | 1998 UR39              | 28 octobre 1998       | LINEAR                               |
| (101399)          | 1998 UV39              | 28 octobre 1998       | LINEAR                               |
| (101400)          | 1998 UQ41              | 28 octobre 1998       | LINEAR                               |

### 101401-101500
| Nom                    | Désignation provisoire | Date de la découverte | Découvreur                 |
| ---------------------- | ---------------------- | --------------------- | -------------------------- |
| (101401)               | 1998 VD                | 7 novembre 1998       | Kagawa, T.                 |
| (101402)               | 1998 VG1               | 10 novembre 1998      | LINEAR                     |
| (101403)               | 1998 VS2               | 10 novembre 1998      | ODAS                       |
| (101404)               | 1998 VY2               | 10 novembre 1998      | ODAS                       |
| (101405)               | 1998 VJ3               | 10 novembre 1998      | ODAS                       |
| (101406)               | 1998 VL3               | 10 novembre 1998      | ODAS                       |
| (101407)               | 1998 VQ3               | 10 novembre 1998      | ODAS                       |
| (101408)               | 1998 VC6               | 11 novembre 1998      | Kagawa, T.                 |
| (101409)               | 1998 VQ6               | 11 novembre 1998      | Shimizu, Y., Urata, T.     |
| (101410)               | 1998 VZ6               | 12 novembre 1998      | Pravec, P.                 |
| (101411)               | 1998 VO7               | 10 novembre 1998      | LINEAR                     |
| (101412)               | 1998 VS7               | 10 novembre 1998      | LINEAR                     |
| (101413)               | 1998 VG9               | 10 novembre 1998      | LINEAR                     |
| (101414)               | 1998 VJ9               | 10 novembre 1998      | LINEAR                     |
| (101415)               | 1998 VB12              | 10 novembre 1998      | LINEAR                     |
| (101416)               | 1998 VN12              | 10 novembre 1998      | LINEAR                     |
| (101417)               | 1998 VG13              | 10 novembre 1998      | LINEAR                     |
| (101418)               | 1998 VW15              | 10 novembre 1998      | LINEAR                     |
| (101419)               | 1998 VV16              | 10 novembre 1998      | LINEAR                     |
| (101420)               | 1998 VE17              | 10 novembre 1998      | LINEAR                     |
| (101421)               | 1998 VS17              | 10 novembre 1998      | LINEAR                     |
| (101422)               | 1998 VV18              | 10 novembre 1998      | LINEAR                     |
| (101423)               | 1998 VA19              | 10 novembre 1998      | LINEAR                     |
| (101424)               | 1998 VA20              | 10 novembre 1998      | LINEAR                     |
| (101425)               | 1998 VH20              | 10 novembre 1998      | LINEAR                     |
| (101426)               | 1998 VZ20              | 10 novembre 1998      | LINEAR                     |
| (101427)               | 1998 VA25              | 10 novembre 1998      | LINEAR                     |
| (101428)               | 1998 VE30              | 10 novembre 1998      | LINEAR                     |
| (101429) 1998 VF31     | 1998 VF31              | 13 novembre 1998      | LINEAR                     |
| (101430)               | 1998 VE32              | 14 novembre 1998      | LINEAR                     |
| (101431)               | 1998 VX32              | 11 novembre 1998      | Sato, N.                   |
| (101432) Adamwest      | 1998 VG33              | 14 novembre 1998      | Tucker, R. A.              |
| (101433)               | 1998 VR33              | 11 novembre 1998      | LINEAR                     |
| (101434)               | 1998 VU33              | 10 novembre 1998      | ODAS                       |
| (101435)               | 1998 VC36              | 14 novembre 1998      | LINEAR                     |
| (101436)               | 1998 VF36              | 14 novembre 1998      | LINEAR                     |
| (101437)               | 1998 VL38              | 10 novembre 1998      | LINEAR                     |
| (101438)               | 1998 VE39              | 11 novembre 1998      | LINEAR                     |
| (101439)               | 1998 VH39              | 11 novembre 1998      | LINEAR                     |
| (101440)               | 1998 VO41              | 14 novembre 1998      | Spacewatch                 |
| (101441)               | 1998 VB42              | 15 novembre 1998      | Spacewatch                 |
| (101442)               | 1998 VP42              | 15 novembre 1998      | Spacewatch                 |
| (101443)               | 1998 VA43              | 15 novembre 1998      | Spacewatch                 |
| (101444)               | 1998 VS43              | 15 novembre 1998      | Spacewatch                 |
| (101445)               | 1998 VG47              | 14 novembre 1998      | Spacewatch                 |
| (101446)               | 1998 VY47              | 15 novembre 1998      | Spacewatch                 |
| (101447)               | 1998 VY50              | 11 novembre 1998      | LINEAR                     |
| (101448)               | 1998 VF54              | 14 novembre 1998      | LINEAR                     |
| (101449)               | 1998 VQ55              | 15 novembre 1998      | NEAT                       |
| (101450)               | 1998 VN56              | 15 novembre 1998      | LONEOS                     |
| (101451)               | 1998 VW56              | 14 novembre 1998      | LINEAR                     |
| (101452)               | 1998 WS1               | 18 novembre 1998      | Kobayashi, T.              |
| (101453)               | 1998 WN2               | 19 novembre 1998      | ODAS                       |
| (101454)               | 1998 WZ2               | 17 novembre 1998      | ODAS                       |
| (101455)               | 1998 WN4               | 17 novembre 1998      | CSS                        |
| (101456)               | 1998 WY4               | 19 novembre 1998      | CSS                        |
| (101457)               | 1998 WF6               | 21 novembre 1998      | LINEAR                     |
| (101458)               | 1998 WJ6               | 22 novembre 1998      | Boeuf, M.                  |
| (101459)               | 1998 WD7               | 19 novembre 1998      | Kawasato, N.               |
| (101460)               | 1998 WH7               | 23 novembre 1998      | Kagawa, T.                 |
| (101461) Dunedin       | 1998 WU7               | 25 novembre 1998      | Griffin, I. P.             |
| (101462) Tahupotiki    | 1998 WW7               | 25 novembre 1998      | Griffin, I. P.             |
| (101463)               | 1998 WM11              | 21 novembre 1998      | LINEAR                     |
| (101464)               | 1998 WS11              | 21 novembre 1998      | LINEAR                     |
| (101465)               | 1998 WL12              | 21 novembre 1998      | LINEAR                     |
| (101466)               | 1998 WJ15              | 21 novembre 1998      | LINEAR                     |
| (101467)               | 1998 WG16              | 21 novembre 1998      | LINEAR                     |
| (101468)               | 1998 WJ16              | 21 novembre 1998      | LINEAR                     |
| (101469)               | 1998 WU16              | 21 novembre 1998      | LINEAR                     |
| (101470)               | 1998 WV16              | 21 novembre 1998      | LINEAR                     |
| (101471)               | 1998 WX16              | 21 novembre 1998      | LINEAR                     |
| (101472)               | 1998 WL18              | 21 novembre 1998      | LINEAR                     |
| (101473)               | 1998 WM20              | 18 novembre 1998      | LINEAR                     |
| (101474)               | 1998 WQ21              | 18 novembre 1998      | LINEAR                     |
| (101475)               | 1998 WF22              | 18 novembre 1998      | LINEAR                     |
| (101476)               | 1998 WY22              | 18 novembre 1998      | LINEAR                     |
| (101477)               | 1998 WO25              | 16 novembre 1998      | Spacewatch                 |
| (101478)               | 1998 WN27              | 18 novembre 1998      | Spacewatch                 |
| (101479)               | 1998 WC29              | 23 novembre 1998      | Spacewatch                 |
| (101480)               | 1998 WH32              | 20 novembre 1998      | LONEOS                     |
| (101481)               | 1998 WN33              | 23 novembre 1998      | LONEOS                     |
| (101482)               | 1998 WT33              | 23 novembre 1998      | LONEOS                     |
| (101483)               | 1998 WQ34              | 17 novembre 1998      | Spacewatch                 |
| (101484)               | 1998 WF35              | 18 novembre 1998      | Spacewatch                 |
| (101485)               | 1998 WH36              | 19 novembre 1998      | Spacewatch                 |
| (101486)               | 1998 WJ38              | 21 novembre 1998      | Spacewatch                 |
| (101487)               | 1998 WB40              | 22 novembre 1998      | Spacewatch                 |
| (101488)               | 1998 WM42              | 19 novembre 1998      | ODAS                       |
| (101489)               | 1998 WW43              | 20 novembre 1998      | LONEOS                     |
| (101490)               | 1998 WX43              | 20 novembre 1998      | LONEOS                     |
| (101491) Grahamcrombie | 1998 XA                | 1er décembre 1998     | Griffin, I. P.             |
| (101492)               | 1998 XT1               | 7 décembre 1998       | ODAS                       |
| (101493) Sergiofoparri | 1998 XB3               | 7 décembre 1998       | Tombelli, M., Boattini, A. |
| (101494)               | 1998 XD3               | 8 décembre 1998       | Zoltowski, F. B.           |
| (101495)               | 1998 XJ3               | 10 décembre 1998      | Sarounova, L.              |
| (101496)               | 1998 XM3               | 9 décembre 1998       | Shimizu, Y., Urata, T.     |
| (101497)               | 1998 XB6               | 8 décembre 1998       | Spacewatch                 |
| (101498)               | 1998 XC7               | 8 décembre 1998       | Spacewatch                 |
| (101499)               | 1998 XS7               | 9 décembre 1998       | Spacewatch                 |
| (101500)               | 1998 XP8               | 12 décembre 1998      | Spacewatch                 |

### 101501-101600
| Nom      | Désignation provisoire | Date de la découverte | Découvreur                           |
| -------- | ---------------------- | --------------------- | ------------------------------------ |
| (101501) | 1998 XR8               | 12 décembre 1998      | Spacewatch                           |
| (101502) | 1998 XZ9               | 7 décembre 1998       | ODAS                                 |
| (101503) | 1998 XL10              | 8 décembre 1998       | ODAS                                 |
| (101504) | 1998 XK13              | 15 décembre 1998      | ODAS                                 |
| (101505) | 1998 XM16              | 14 décembre 1998      | LINEAR                               |
| (101506) | 1998 XP17              | 13 décembre 1998      | Viscome, G. R.                       |
| (101507) | 1998 XG18              | 8 décembre 1998       | Spacewatch                           |
| (101508) | 1998 XB20              | 10 décembre 1998      | Spacewatch                           |
| (101509) | 1998 XN20              | 10 décembre 1998      | Spacewatch                           |
| (101510) | 1998 XH22              | 11 décembre 1998      | Spacewatch                           |
| (101511) | 1998 XH23              | 11 décembre 1998      | Spacewatch                           |
| (101512) | 1998 XU25              | 14 décembre 1998      | Spacewatch                           |
| (101513) | 1998 XV25              | 14 décembre 1998      | Spacewatch                           |
| (101514) | 1998 XK26              | 15 décembre 1998      | LINEAR                               |
| (101515) | 1998 XG27              | 15 décembre 1998      | LINEAR                               |
| (101516) | 1998 XW28              | 14 décembre 1998      | LINEAR                               |
| (101517) | 1998 XT42              | 14 décembre 1998      | LINEAR                               |
| (101518) | 1998 XF45              | 14 décembre 1998      | LINEAR                               |
| (101519) | 1998 XP50              | 14 décembre 1998      | LINEAR                               |
| (101520) | 1998 XA52              | 14 décembre 1998      | LINEAR                               |
| (101521) | 1998 XU58              | 15 décembre 1998      | LINEAR                               |
| (101522) | 1998 XJ63              | 14 décembre 1998      | LINEAR                               |
| (101523) | 1998 XD65              | 14 décembre 1998      | LINEAR                               |
| (101524) | 1998 XK65              | 14 décembre 1998      | LINEAR                               |
| (101525) | 1998 XM65              | 14 décembre 1998      | LINEAR                               |
| (101526) | 1998 XB66              | 14 décembre 1998      | LINEAR                               |
| (101527) | 1998 XM76              | 15 décembre 1998      | LINEAR                               |
| (101528) | 1998 XS83              | 15 décembre 1998      | LINEAR                               |
| (101529) | 1998 XH93              | 15 décembre 1998      | LINEAR                               |
| (101530) | 1998 XO97              | 8 décembre 1998       | LONEOS                               |
| (101531) | 1998 XT97              | 11 décembre 1998      | LONEOS                               |
| (101532) | 1998 XS99              | 11 décembre 1998      | LONEOS                               |
| (101533) | 1998 YK9               | 26 décembre 1998      | Comba, P. G.                         |
| (101534) | 1998 YC10              | 25 décembre 1998      | Tesi, L., Boattini, A.               |
| (101535) | 1998 YQ13              | 19 décembre 1998      | Spacewatch                           |
| (101536) | 1998 YE14              | 19 décembre 1998      | Spacewatch                           |
| (101537) | 1998 YX14              | 22 décembre 1998      | Spacewatch                           |
| (101538) | 1998 YO15              | 22 décembre 1998      | Spacewatch                           |
| (101539) | 1998 YE16              | 22 décembre 1998      | Spacewatch                           |
| (101540) | 1998 YO16              | 22 décembre 1998      | Spacewatch                           |
| (101541) | 1998 YM17              | 22 décembre 1998      | Spacewatch                           |
| (101542) | 1998 YK18              | 25 décembre 1998      | Spacewatch                           |
| (101543) | 1998 YK21              | 26 décembre 1998      | Spacewatch                           |
| (101544) | 1998 YS21              | 26 décembre 1998      | Spacewatch                           |
| (101545) | 1998 YH23              | 16 décembre 1998      | LINEAR                               |
| (101546) | 1998 YZ26              | 16 décembre 1998      | LINEAR                               |
| (101547) | 1998 YM27              | 27 décembre 1998      | LONEOS                               |
| (101548) | 1998 YS29              | 27 décembre 1998      | LONEOS                               |
| (101549) | 1998 YY29              | 27 décembre 1998      | LONEOS                               |
| (101550) | 1999 AE                | 5 janvier 1999        | Korlevic, K.                         |
| (101551) | 1999 AH1               | 7 janvier 1999        | Spacewatch                           |
| (101552) | 1999 AP1               | 7 janvier 1999        | Spacewatch                           |
| (101553) | 1999 AB4               | 10 janvier 1999       | Kobayashi, T.                        |
| (101554) | 1999 AL4               | 9 janvier 1999        | LINEAR                               |
| (101555) | 1999 AO5               | 12 janvier 1999       | Kobayashi, T.                        |
| (101556) | 1999 AW5               | 12 janvier 1999       | Kobayashi, T.                        |
| (101557) | 1999 AW6               | 9 janvier 1999        | Korlevic, K.                         |
| (101558) | 1999 AE8               | 13 janvier 1999       | Kobayashi, T.                        |
| (101559) | 1999 AJ9               | 9 janvier 1999        | Beijing Schmidt CCD Asteroid Program |
| (101560) | 1999 AA12              | 7 janvier 1999        | Spacewatch                           |
| (101561) | 1999 AA14              | 8 janvier 1999        | Spacewatch                           |
| (101562) | 1999 AD14              | 8 janvier 1999        | Spacewatch                           |
| (101563) | 1999 AK15              | 9 janvier 1999        | Spacewatch                           |
| (101564) | 1999 AV17              | 11 janvier 1999       | Spacewatch                           |
| (101565) | 1999 AD21              | 13 janvier 1999       | Kagawa, T.                           |
| (101566) | 1999 AO21              | 14 janvier 1999       | Korlevic, K.                         |
| (101567) | 1999 AW22              | 15 janvier 1999       | CSS                                  |
| (101568) | 1999 AK30              | 14 janvier 1999       | Spacewatch                           |
| (101569) | 1999 AH31              | 14 janvier 1999       | Spacewatch                           |
| (101570) | 1999 AJ38              | 14 janvier 1999       | LINEAR                               |
| (101571) | 1999 AF39              | 9 janvier 1999        | LONEOS                               |
| (101572) | 1999 BF                | 16 janvier 1999       | Kobayashi, T.                        |
| (101573) | 1999 BQ                | 16 janvier 1999       | Korlevic, K.                         |
| (101574) | 1999 BA1               | 17 janvier 1999       | CSS                                  |
| (101575) | 1999 BD2               | 18 janvier 1999       | CSS                                  |
| (101576) | 1999 BM2               | 19 janvier 1999       | ODAS                                 |
| (101577) | 1999 BV2               | 18 janvier 1999       | Kobayashi, T.                        |
| (101578) | 1999 BM3               | 20 janvier 1999       | Klet                                 |
| (101579) | 1999 BR4               | 19 janvier 1999       | ODAS                                 |
| (101580) | 1999 BZ5               | 21 janvier 1999       | Korlevic, K.                         |
| (101581) | 1999 BY7               | 21 janvier 1999       | Korlevic, K.                         |
| (101582) | 1999 BZ8               | 22 janvier 1999       | Korlevic, K.                         |
| (101583) | 1999 BF10              | 23 janvier 1999       | Korlevic, K.                         |
| (101584) | 1999 BP10              | 19 janvier 1999       | ODAS                                 |
| (101585) | 1999 BL11              | 20 janvier 1999       | ODAS                                 |
| (101586) | 1999 BN11              | 20 janvier 1999       | ODAS                                 |
| (101587) | 1999 BE12              | 22 janvier 1999       | Kobayashi, T.                        |
| (101588) | 1999 BH12              | 24 janvier 1999       | Santangelo, M. M. M., Cavalletti, G. |
| (101589) | 1999 BP14              | 16 janvier 1999       | Korlevic, K.                         |
| (101590) | 1999 BU20              | 16 janvier 1999       | LINEAR                               |
| (101591) | 1999 BB21              | 16 janvier 1999       | LINEAR                               |
| (101592) | 1999 BN24              | 18 janvier 1999       | LINEAR                               |
| (101593) | 1999 BU25              | 18 janvier 1999       | LINEAR                               |
| (101594) | 1999 BE26              | 26 janvier 1999       | Korlevic, K.                         |
| (101595) | 1999 BJ26              | 16 janvier 1999       | Spacewatch                           |
| (101596) | 1999 BR27              | 17 janvier 1999       | Spacewatch                           |
| (101597) | 1999 BA30              | 19 janvier 1999       | Spacewatch                           |
| (101598) | 1999 BC33              | 22 janvier 1999       | Spacewatch                           |
| (101599) | 1999 BD34              | 17 janvier 1999       | LONEOS                               |
| (101600) | 1999 BX34              | 20 janvier 1999       | CSS                                  |

### 101601-101700
| Nom      | Désignation provisoire | Date de la découverte | Découvreur        |
| -------- | ---------------------- | --------------------- | ----------------- |
| (101601) | 1999 CM                | 4 février 1999        | Kagawa, T.        |
| (101602) | 1999 CT1               | 7 février 1999        | Kobayashi, T.     |
| (101603) | 1999 CB2               | 8 février 1999        | Kobayashi, T.     |
| (101604) | 1999 CR3               | 10 février 1999       | LINEAR            |
| (101605) | 1999 CZ5               | 10 février 1999       | LINEAR            |
| (101606) | 1999 CK6               | 10 février 1999       | LINEAR            |
| (101607) | 1999 CN6               | 10 février 1999       | LINEAR            |
| (101608) | 1999 CB7               | 10 février 1999       | LINEAR            |
| (101609) | 1999 CD7               | 10 février 1999       | LINEAR            |
| (101610) | 1999 CW7               | 10 février 1999       | LINEAR            |
| (101611) | 1999 CL8               | 13 février 1999       | Kobayashi, T.     |
| (101612) | 1999 CS8               | 13 février 1999       | Spacewatch        |
| (101613) | 1999 CX8               | 12 février 1999       | Comba, P. G.      |
| (101614) | 1999 CY8               | 12 février 1999       | Comba, P. G.      |
| (101615) | 1999 CD9               | 14 février 1999       | Hug, G., Bell, G. |
| (101616) | 1999 CL9               | 12 février 1999       | Urata, T.         |
| (101617) | 1999 CM9               | 13 février 1999       | Urata, T.         |
| (101618) | 1999 CN9               | 14 février 1999       | Kobayashi, T.     |
| (101619) | 1999 CG12              | 12 février 1999       | LINEAR            |
| (101620) | 1999 CN14              | 15 février 1999       | Korlevic, K.      |
| (101621) | 1999 CH16              | 15 février 1999       | Klet              |
| (101622) | 1999 CP16              | 15 février 1999       | Korlevic, K.      |
| (101623) | 1999 CH18              | 10 février 1999       | LINEAR            |
| (101624) | 1999 CV18              | 10 février 1999       | LINEAR            |
| (101625) | 1999 CP20              | 10 février 1999       | LINEAR            |
| (101626) | 1999 CN21              | 10 février 1999       | LINEAR            |
| (101627) | 1999 CV21              | 10 février 1999       | LINEAR            |
| (101628) | 1999 CO22              | 10 février 1999       | LINEAR            |
| (101629) | 1999 CV24              | 10 février 1999       | LINEAR            |
| (101630) | 1999 CD26              | 10 février 1999       | LINEAR            |
| (101631) | 1999 CM29              | 10 février 1999       | LINEAR            |
| (101632) | 1999 CP32              | 10 février 1999       | LINEAR            |
| (101633) | 1999 CA34              | 10 février 1999       | LINEAR            |
| (101634) | 1999 CN36              | 10 février 1999       | LINEAR            |
| (101635) | 1999 CY37              | 10 février 1999       | LINEAR            |
| (101636) | 1999 CO42              | 10 février 1999       | LINEAR            |
| (101637) | 1999 CA43              | 10 février 1999       | LINEAR            |
| (101638) | 1999 CL45              | 10 février 1999       | LINEAR            |
| (101639) | 1999 CP45              | 10 février 1999       | LINEAR            |
| (101640) | 1999 CG48              | 10 février 1999       | LINEAR            |
| (101641) | 1999 CU48              | 10 février 1999       | LINEAR            |
| (101642) | 1999 CK51              | 10 février 1999       | LINEAR            |
| (101643) | 1999 CU51              | 10 février 1999       | LINEAR            |
| (101644) | 1999 CC52              | 10 février 1999       | LINEAR            |
| (101645) | 1999 CM56              | 10 février 1999       | LINEAR            |
| (101646) | 1999 CQ56              | 10 février 1999       | LINEAR            |
| (101647) | 1999 CP57              | 10 février 1999       | LINEAR            |
| (101648) | 1999 CX58              | 10 février 1999       | LINEAR            |
| (101649) | 1999 CO62              | 12 février 1999       | LINEAR            |
| (101650) | 1999 CU62              | 12 février 1999       | LINEAR            |
| (101651) | 1999 CU66              | 12 février 1999       | LINEAR            |
| (101652) | 1999 CD67              | 12 février 1999       | LINEAR            |
| (101653) | 1999 CK68              | 12 février 1999       | LINEAR            |
| (101654) | 1999 CE71              | 12 février 1999       | LINEAR            |
| (101655) | 1999 CV71              | 12 février 1999       | LINEAR            |
| (101656) | 1999 CC73              | 12 février 1999       | LINEAR            |
| (101657) | 1999 CC76              | 12 février 1999       | LINEAR            |
| (101658) | 1999 CG76              | 12 février 1999       | LINEAR            |
| (101659) | 1999 CJ80              | 12 février 1999       | LINEAR            |
| (101660) | 1999 CK80              | 12 février 1999       | LINEAR            |
| (101661) | 1999 CS84              | 10 février 1999       | LINEAR            |
| (101662) | 1999 CU84              | 10 février 1999       | LINEAR            |
| (101663) | 1999 CW84              | 10 février 1999       | LINEAR            |
| (101664) | 1999 CS88              | 10 février 1999       | LINEAR            |
| (101665) | 1999 CV89              | 10 février 1999       | LINEAR            |
| (101666) | 1999 CT92              | 10 février 1999       | LINEAR            |
| (101667) | 1999 CX94              | 10 février 1999       | LINEAR            |
| (101668) | 1999 CR95              | 10 février 1999       | LINEAR            |
| (101669) | 1999 CC96              | 10 février 1999       | LINEAR            |
| (101670) | 1999 CV96              | 10 février 1999       | LINEAR            |
| (101671) | 1999 CB100             | 10 février 1999       | LINEAR            |
| (101672) | 1999 CC101             | 10 février 1999       | LINEAR            |
| (101673) | 1999 CE104             | 12 février 1999       | LINEAR            |
| (101674) | 1999 CU106             | 12 février 1999       | LINEAR            |
| (101675) | 1999 CO107             | 12 février 1999       | LINEAR            |
| (101676) | 1999 CY107             | 12 février 1999       | LINEAR            |
| (101677) | 1999 CK108             | 12 février 1999       | LINEAR            |
| (101678) | 1999 CO108             | 12 février 1999       | LINEAR            |
| (101679) | 1999 CR108             | 12 février 1999       | LINEAR            |
| (101680) | 1999 CQ109             | 12 février 1999       | LINEAR            |
| (101681) | 1999 CH110             | 12 février 1999       | LINEAR            |
| (101682) | 1999 CN110             | 12 février 1999       | LINEAR            |
| (101683) | 1999 CX111             | 12 février 1999       | LINEAR            |
| (101684) | 1999 CZ111             | 12 février 1999       | LINEAR            |
| (101685) | 1999 CA114             | 12 février 1999       | LINEAR            |
| (101686) | 1999 CX114             | 12 février 1999       | LINEAR            |
| (101687) | 1999 CA117             | 12 février 1999       | LINEAR            |
| (101688) | 1999 CX117             | 12 février 1999       | LINEAR            |
| (101689) | 1999 CS119             | 11 février 1999       | LINEAR            |
| (101690) | 1999 CA120             | 11 février 1999       | LINEAR            |
| (101691) | 1999 CO120             | 11 février 1999       | LINEAR            |
| (101692) | 1999 CM122             | 11 février 1999       | LINEAR            |
| (101693) | 1999 CQ125             | 11 février 1999       | LINEAR            |
| (101694) | 1999 CR125             | 11 février 1999       | LINEAR            |
| (101695) | 1999 CC132             | 8 février 1999        | Spacewatch        |
| (101696) | 1999 CD132             | 8 février 1999        | Spacewatch        |
| (101697) | 1999 CV137             | 9 février 1999        | Spacewatch        |
| (101698) | 1999 CZ137             | 9 février 1999        | Spacewatch        |
| (101699) | 1999 CN147             | 9 février 1999        | Spacewatch        |
| (101700) | 1999 CO149             | 13 février 1999       | Spacewatch        |

### 101701-101800
| Nom                     | Désignation provisoire | Date de la découverte | Découvreur                    |
| ----------------------- | ---------------------- | --------------------- | ----------------------------- |
| (101701)                | 1999 CU149             | 13 février 1999       | Spacewatch                    |
| (101702)                | 1999 CV149             | 13 février 1999       | Spacewatch                    |
| (101703)                | 1999 CA150             | 13 février 1999       | Spacewatch                    |
| (101704)                | 1999 CK150             | 13 février 1999       | Spacewatch                    |
| (101705)                | 1999 CK152             | 12 février 1999       | Spacewatch                    |
| (101706)                | 1999 CB153             | 13 février 1999       | Spacewatch                    |
| (101707)                | 1999 CY153             | 13 février 1999       | LONEOS                        |
| (101708)                | 1999 CV155             | 12 février 1999       | LONEOS                        |
| (101709)                | 1999 CF157             | 8 février 1999        | Spacewatch                    |
| (101710)                | 1999 DQ                | 16 février 1999       | ODAS                          |
| (101711)                | 1999 DT1               | 18 février 1999       | NEAT                          |
| (101712)                | 1999 DU2               | 20 février 1999       | Kobayashi, T.                 |
| (101713) Marston        | 1999 DG4               | 20 février 1999       | Tucker, R. A.                 |
| (101714)                | 1999 DQ4               | 17 février 1999       | LINEAR                        |
| (101715)                | 1999 DT4               | 17 février 1999       | LINEAR                        |
| (101716)                | 1999 DJ6               | 18 février 1999       | LINEAR                        |
| (101717)                | 1999 DR7               | 18 février 1999       | LONEOS                        |
| (101718)                | 1999 EB                | 6 mars 1999           | Comba, P. G.                  |
| (101719)                | 1999 EF                | 10 mars 1999          | Comba, P. G.                  |
| (101720)                | 1999 EP1               | 6 mars 1999           | Spacewatch                    |
| (101721) Emanuelfritsch | 1999 EF3               | 13 mars 1999          | Ticha, J., Tichy, M.          |
| (101722) Pursell        | 1999 EX4               | 10 mars 1999          | Cooney Jr., W. R.             |
| (101723) Finger         | 1999 EY5               | 13 mars 1999          | Tucker, R. A.                 |
| (101724)                | 1999 ED6               | 12 mars 1999          | Spacewatch                    |
| (101725)                | 1999 EG6               | 13 mars 1999          | Spacewatch                    |
| (101726)                | 1999 EJ6               | 14 mars 1999          | Spacewatch                    |
| (101727)                | 1999 ED7               | 15 mars 1999          | LINEAR                        |
| (101728)                | 1999 EW7               | 12 mars 1999          | Spacewatch                    |
| (101729)                | 1999 EG9               | 15 mars 1999          | Spacewatch                    |
| (101730)                | 1999 EX9               | 14 mars 1999          | Spacewatch                    |
| (101731)                | 1999 EN10              | 14 mars 1999          | Spacewatch                    |
| (101732)                | 1999 EV11              | 15 mars 1999          | LINEAR                        |
| (101733)                | 1999 ER12              | 15 mars 1999          | LINEAR                        |
| (101734)                | 1999 FU1               | 16 mars 1999          | Spacewatch                    |
| (101735)                | 1999 FG2               | 16 mars 1999          | Spacewatch                    |
| (101736)                | 1999 FH3               | 17 mars 1999          | Spacewatch                    |
| (101737)                | 1999 FN3               | 19 mars 1999          | LINEAR                        |
| (101738)                | 1999 FY4               | 17 mars 1999          | Spacewatch                    |
| (101739)                | 1999 FS6               | 19 mars 1999          | ODAS                          |
| (101740)                | 1999 FC7               | 20 mars 1999          | ODAS                          |
| (101741)                | 1999 FH7               | 19 mars 1999          | LINEAR                        |
| (101742)                | 1999 FO7               | 20 mars 1999          | LINEAR                        |
| (101743)                | 1999 FN8               | 20 mars 1999          | LINEAR                        |
| (101744)                | 1999 FO8               | 20 mars 1999          | LINEAR                        |
| (101745)                | 1999 FR8               | 20 mars 1999          | LINEAR                        |
| (101746)                | 1999 FO10              | 22 mars 1999          | Needville                     |
| (101747)                | 1999 FL11              | 18 mars 1999          | Spacewatch                    |
| (101748)                | 1999 FL13              | 19 mars 1999          | Spacewatch                    |
| (101749)                | 1999 FW16              | 23 mars 1999          | Spacewatch                    |
| (101750)                | 1999 FA17              | 23 mars 1999          | Spacewatch                    |
| (101751)                | 1999 FQ17              | 23 mars 1999          | Spacewatch                    |
| (101752)                | 1999 FQ18              | 22 mars 1999          | LONEOS                        |
| (101753)                | 1999 FT19              | 24 mars 1999          | Santangelo, M. M. M.          |
| (101754)                | 1999 FL20              | 19 mars 1999          | Spacewatch                    |
| (101755)                | 1999 FN23              | 19 mars 1999          | LINEAR                        |
| (101756)                | 1999 FQ24              | 19 mars 1999          | LINEAR                        |
| (101757)                | 1999 FA25              | 19 mars 1999          | LINEAR                        |
| (101758)                | 1999 FL29              | 19 mars 1999          | LINEAR                        |
| (101759)                | 1999 FA30              | 19 mars 1999          | LINEAR                        |
| (101760)                | 1999 FY36              | 19 mars 1999          | LINEAR                        |
| (101761)                | 1999 FJ37              | 20 mars 1999          | LINEAR                        |
| (101762)                | 1999 FO37              | 20 mars 1999          | LINEAR                        |
| (101763)                | 1999 FJ48              | 20 mars 1999          | LINEAR                        |
| (101764)                | 1999 FK49              | 20 mars 1999          | LINEAR                        |
| (101765)                | 1999 FO49              | 20 mars 1999          | LINEAR                        |
| (101766)                | 1999 FX49              | 20 mars 1999          | LINEAR                        |
| (101767)                | 1999 FJ50              | 20 mars 1999          | LINEAR                        |
| (101768)                | 1999 FS50              | 20 mars 1999          | LINEAR                        |
| (101769)                | 1999 FF52              | 20 mars 1999          | LINEAR                        |
| (101770)                | 1999 FL56              | 20 mars 1999          | LINEAR                        |
| (101771)                | 1999 FB58              | 20 mars 1999          | LINEAR                        |
| (101772)                | 1999 FY59              | 18 mars 1999          | Spacewatch                    |
| (101773)                | 1999 FO62              | 22 mars 1999          | LONEOS                        |
| (101774)                | 1999 FR62              | 22 mars 1999          | LONEOS                        |
| (101775)                | 1999 GT                | 5 avril 1999          | Korlevic, K.                  |
| (101776)                | 1999 GF3               | 7 avril 1999          | Spacewatch                    |
| (101777) Robhoskins     | 1999 GF4               | 13 avril 1999         | Cooney Jr., W. R., Howard, M. |
| (101778)                | 1999 GZ6               | 15 avril 1999         | LINEAR                        |
| (101779)                | 1999 GJ8               | 9 avril 1999          | LONEOS                        |
| (101780)                | 1999 GP8               | 10 avril 1999         | LONEOS                        |
| (101781) Gojira         | 1999 GU9               | 14 avril 1999         | Tucker, R. A.                 |
| (101782)                | 1999 GF10              | 11 avril 1999         | Spacewatch                    |
| (101783)                | 1999 GV13              | 14 avril 1999         | Spacewatch                    |
| (101784)                | 1999 GQ14              | 14 avril 1999         | Spacewatch                    |
| (101785)                | 1999 GE16              | 9 avril 1999          | LINEAR                        |
| (101786)                | 1999 GY17              | 15 avril 1999         | LINEAR                        |
| (101787)                | 1999 GD26              | 7 avril 1999          | LINEAR                        |
| (101788)                | 1999 GN33              | 12 avril 1999         | LINEAR                        |
| (101789)                | 1999 GE35              | 6 avril 1999          | LINEAR                        |
| (101790)                | 1999 GR36              | 12 avril 1999         | LINEAR                        |
| (101791)                | 1999 GV44              | 12 avril 1999         | LINEAR                        |
| (101792)                | 1999 GC45              | 12 avril 1999         | LINEAR                        |
| (101793)                | 1999 GN48              | 7 avril 1999          | LONEOS                        |
| (101794)                | 1999 GK50              | 10 avril 1999         | LONEOS                        |
| (101795)                | 1999 HX2               | 22 avril 1999         | LINEAR                        |
| (101796)                | 1999 HN3               | 18 avril 1999         | CSS                           |
| (101797)                | 1999 HR3               | 18 avril 1999         | CSS                           |
| (101798)                | 1999 HL4               | 16 avril 1999         | Spacewatch                    |
| (101799)                | 1999 HE5               | 17 avril 1999         | Spacewatch                    |
| (101800)                | 1999 HU7               | 19 avril 1999         | Spacewatch                    |

### 101801-101900
| Nom                       | Désignation provisoire | Date de la découverte | Découvreur                           |
| ------------------------- | ---------------------- | --------------------- | ------------------------------------ |
| (101801)                  | 1999 HS8               | 17 avril 1999         | LINEAR                               |
| (101802)                  | 1999 HV8               | 17 avril 1999         | LINEAR                               |
| (101803)                  | 1999 JH                | 6 mai 1999            | LINEAR                               |
| (101804)                  | 1999 JR4               | 10 mai 1999           | LINEAR                               |
| (101805)                  | 1999 JT4               | 10 mai 1999           | LINEAR                               |
| (101806)                  | 1999 JX4               | 10 mai 1999           | LINEAR                               |
| (101807)                  | 1999 JJ5               | 10 mai 1999           | LINEAR                               |
| (101808)                  | 1999 JO5               | 10 mai 1999           | LINEAR                               |
| (101809)                  | 1999 JW5               | 12 mai 1999           | LINEAR                               |
| (101810) Beiyou           | 1999 JA6               | 8 mai 1999            | Beijing Schmidt CCD Asteroid Program |
| (101811) Jakobkaup        | 1999 JQ6               | 14 mai 1999           | CSS                                  |
| (101812)                  | 1999 JD7               | 8 mai 1999            | CSS                                  |
| (101813) Elizabethmarston | 1999 JX7               | 14 mai 1999           | Tucker, R. A.                        |
| (101814)                  | 1999 JD8               | 12 mai 1999           | LINEAR                               |
| (101815)                  | 1999 JB12              | 13 mai 1999           | LINEAR                               |
| (101816)                  | 1999 JN12              | 8 mai 1999            | CSS                                  |
| (101817)                  | 1999 JP12              | 8 mai 1999            | CSS                                  |
| (101818)                  | 1999 JD13              | 14 mai 1999           | Tholen, D. J., Whiteley, R. J.       |
| (101819)                  | 1999 JK13              | 8 mai 1999            | LINEAR                               |
| (101820)                  | 1999 JC14              | 13 mai 1999           | LINEAR                               |
| (101821)                  | 1999 JJ14              | 13 mai 1999           | LINEAR                               |
| (101822)                  | 1999 JE17              | 15 mai 1999           | Spacewatch                           |
| (101823)                  | 1999 JC20              | 10 mai 1999           | LINEAR                               |
| (101824)                  | 1999 JF22              | 10 mai 1999           | LINEAR                               |
| (101825)                  | 1999 JB23              | 10 mai 1999           | LINEAR                               |
| (101826)                  | 1999 JY23              | 10 mai 1999           | LINEAR                               |
| (101827)                  | 1999 JM24              | 10 mai 1999           | LINEAR                               |
| (101828)                  | 1999 JM26              | 10 mai 1999           | LINEAR                               |
| (101829)                  | 1999 JW28              | 10 mai 1999           | LINEAR                               |
| (101830)                  | 1999 JR31              | 10 mai 1999           | LINEAR                               |
| (101831)                  | 1999 JO40              | 10 mai 1999           | LINEAR                               |
| (101832)                  | 1999 JL55              | 10 mai 1999           | LINEAR                               |
| (101833)                  | 1999 JO55              | 10 mai 1999           | LINEAR                               |
| (101834)                  | 1999 JF56              | 10 mai 1999           | LINEAR                               |
| (101835)                  | 1999 JP56              | 10 mai 1999           | LINEAR                               |
| (101836)                  | 1999 JL59              | 10 mai 1999           | LINEAR                               |
| (101837)                  | 1999 JQ60              | 10 mai 1999           | LINEAR                               |
| (101838)                  | 1999 JT62              | 10 mai 1999           | LINEAR                               |
| (101839)                  | 1999 JE65              | 12 mai 1999           | LINEAR                               |
| (101840)                  | 1999 JU65              | 12 mai 1999           | LINEAR                               |
| (101841)                  | 1999 JM67              | 12 mai 1999           | LINEAR                               |
| (101842)                  | 1999 JL69              | 12 mai 1999           | LINEAR                               |
| (101843)                  | 1999 JN70              | 12 mai 1999           | LINEAR                               |
| (101844)                  | 1999 JL72              | 12 mai 1999           | LINEAR                               |
| (101845)                  | 1999 JL74              | 12 mai 1999           | LINEAR                               |
| (101846)                  | 1999 JB88              | 12 mai 1999           | LINEAR                               |
| (101847)                  | 1999 JG90              | 12 mai 1999           | LINEAR                               |
| (101848)                  | 1999 JV90              | 12 mai 1999           | LINEAR                               |
| (101849)                  | 1999 JJ91              | 12 mai 1999           | LINEAR                               |
| (101850)                  | 1999 JT91              | 12 mai 1999           | LINEAR                               |
| (101851)                  | 1999 JU96              | 12 mai 1999           | LINEAR                               |
| (101852)                  | 1999 JY97              | 12 mai 1999           | LINEAR                               |
| (101853)                  | 1999 JU107             | 13 mai 1999           | LINEAR                               |
| (101854)                  | 1999 JO115             | 13 mai 1999           | LINEAR                               |
| (101855)                  | 1999 JG118             | 13 mai 1999           | LINEAR                               |
| (101856)                  | 1999 JA121             | 13 mai 1999           | LINEAR                               |
| (101857)                  | 1999 JZ125             | 13 mai 1999           | LINEAR                               |
| (101858)                  | 1999 KE8               | 18 mai 1999           | LINEAR                               |
| (101859)                  | 1999 LA                | 2 juin 1999           | Zoltowski, F. B.                     |
| (101860)                  | 1999 LN2               | 8 juin 1999           | LINEAR                               |
| (101861)                  | 1999 LA4               | 9 juin 1999           | LINEAR                               |
| (101862)                  | 1999 LH4               | 10 juin 1999          | LINEAR                               |
| (101863)                  | 1999 LZ5               | 11 juin 1999          | LINEAR                               |
| (101864)                  | 1999 LF7               | 10 juin 1999          | Spacewatch                           |
| (101865)                  | 1999 LG11              | 8 juin 1999           | LINEAR                               |
| (101866)                  | 1999 LM15              | 12 juin 1999          | LINEAR                               |
| (101867)                  | 1999 LR15              | 12 juin 1999          | LINEAR                               |
| (101868)                  | 1999 LE35              | 15 juin 1999          | LINEAR                               |
| (101869)                  | 1999 MM                | 20 juin 1999          | LONEOS                               |
| (101870)                  | 1999 NV                | 7 juillet 1999        | Korlevic, K.                         |
| (101871)                  | 1999 NV1               | 12 juillet 1999       | LINEAR                               |
| (101872)                  | 1999 NO4               | 13 juillet 1999       | Broughton, J.                        |
| (101873)                  | 1999 NC5               | 13 juillet 1999       | LINEAR                               |
| (101874)                  | 1999 NM8               | 13 juillet 1999       | LINEAR                               |
| (101875)                  | 1999 NA9               | 13 juillet 1999       | LINEAR                               |
| (101876)                  | 1999 NJ15              | 14 juillet 1999       | LINEAR                               |
| (101877)                  | 1999 NA16              | 14 juillet 1999       | LINEAR                               |
| (101878)                  | 1999 NR23              | 14 juillet 1999       | LINEAR                               |
| (101879)                  | 1999 NP26              | 14 juillet 1999       | LINEAR                               |
| (101880)                  | 1999 NJ29              | 14 juillet 1999       | LINEAR                               |
| (101881)                  | 1999 NO30              | 14 juillet 1999       | LINEAR                               |
| (101882)                  | 1999 NK36              | 14 juillet 1999       | LINEAR                               |
| (101883)                  | 1999 NT36              | 14 juillet 1999       | LINEAR                               |
| (101884)                  | 1999 ND38              | 14 juillet 1999       | LINEAR                               |
| (101885)                  | 1999 NV40              | 14 juillet 1999       | LINEAR                               |
| (101886)                  | 1999 NU41              | 14 juillet 1999       | LINEAR                               |
| (101887)                  | 1999 NG42              | 14 juillet 1999       | LINEAR                               |
| (101888)                  | 1999 NM42              | 14 juillet 1999       | LINEAR                               |
| (101889)                  | 1999 NE55              | 12 juillet 1999       | LINEAR                               |
| (101890)                  | 1999 NK55              | 12 juillet 1999       | LINEAR                               |
| (101891)                  | 1999 NL55              | 12 juillet 1999       | LINEAR                               |
| (101892)                  | 1999 NV64              | 14 juillet 1999       | LINEAR                               |
| (101893)                  | 1999 PJ                | 6 août 1999           | Klet                                 |
| (101894)                  | 1999 PD2               | 9 août 1999           | Comba, P. G.                         |
| (101895)                  | 1999 PE3               | 11 août 1999          | Comba, P. G.                         |
| (101896)                  | 1999 PM3               | 12 août 1999          | Comba, P. G.                         |
| (101897)                  | 1999 PO4               | 15 août 1999          | Broughton, J.                        |
| (101898)                  | 1999 PQ6               | 7 août 1999           | LONEOS                               |
| (101899)                  | 1999 PT8               | 8 août 1999           | LONEOS                               |
| (101900)                  | 1999 QH                | 18 août 1999          | Kagawa, T.                           |

### 101901-102000
| Nom                      | Désignation provisoire | Date de la découverte | Découvreur            |
| ------------------------ | ---------------------- | --------------------- | --------------------- |
| (101901)                 | 1999 QD2               | 22 août 1999          | LONEOS                |
| (101902) Gisellaluccone  | 1999 RN                | 3 septembre 1999      | Masi, G.              |
| (101903)                 | 1999 RR                | 3 septembre 1999      | Sarounova, L.         |
| (101904)                 | 1999 RD1               | 4 septembre 1999      | Kagawa, T.            |
| (101905)                 | 1999 RN1               | 4 septembre 1999      | Farpoint              |
| (101906)                 | 1999 RX1               | 6 septembre 1999      | Korlevic, K.          |
| (101907)                 | 1999 RC3               | 6 septembre 1999      | Korlevic, K.          |
| (101908)                 | 1999 RG4               | 5 septembre 1999      | CSS                   |
| (101909)                 | 1999 RU6               | 3 septembre 1999      | Spacewatch            |
| (101910)                 | 1999 RR8               | 4 septembre 1999      | Spacewatch            |
| (101911)                 | 1999 RN9               | 4 septembre 1999      | Spacewatch            |
| (101912)                 | 1999 RK10              | 7 septembre 1999      | LINEAR                |
| (101913)                 | 1999 RT10              | 7 septembre 1999      | LINEAR                |
| (101914)                 | 1999 RW10              | 7 septembre 1999      | LINEAR                |
| (101915)                 | 1999 RV12              | 7 septembre 1999      | LINEAR                |
| (101916)                 | 1999 RN13              | 7 septembre 1999      | LINEAR                |
| (101917)                 | 1999 RB14              | 7 septembre 1999      | LINEAR                |
| (101918)                 | 1999 RC14              | 7 septembre 1999      | LINEAR                |
| (101919)                 | 1999 RL14              | 7 septembre 1999      | LINEAR                |
| (101920)                 | 1999 RD15              | 7 septembre 1999      | LINEAR                |
| (101921)                 | 1999 RT15              | 7 septembre 1999      | LINEAR                |
| (101922)                 | 1999 RG16              | 7 septembre 1999      | LINEAR                |
| (101923)                 | 1999 RC18              | 7 septembre 1999      | LINEAR                |
| (101924)                 | 1999 RD18              | 7 septembre 1999      | LINEAR                |
| (101925)                 | 1999 RK18              | 7 septembre 1999      | LINEAR                |
| (101926)                 | 1999 RT18              | 7 septembre 1999      | LINEAR                |
| (101927)                 | 1999 RN19              | 7 septembre 1999      | LINEAR                |
| (101928)                 | 1999 RY19              | 7 septembre 1999      | LINEAR                |
| (101929)                 | 1999 RP20              | 7 septembre 1999      | LINEAR                |
| (101930)                 | 1999 RU20              | 7 septembre 1999      | LINEAR                |
| (101931)                 | 1999 RZ20              | 7 septembre 1999      | LINEAR                |
| (101932)                 | 1999 RN21              | 7 septembre 1999      | LINEAR                |
| (101933)                 | 1999 RS21              | 7 septembre 1999      | LINEAR                |
| (101934)                 | 1999 RS22              | 7 septembre 1999      | LINEAR                |
| (101935)                 | 1999 RV22              | 7 septembre 1999      | LINEAR                |
| (101936)                 | 1999 RW22              | 7 septembre 1999      | LINEAR                |
| (101937)                 | 1999 RD23              | 7 septembre 1999      | LINEAR                |
| (101938)                 | 1999 RK23              | 7 septembre 1999      | LINEAR                |
| (101939)                 | 1999 RN23              | 7 septembre 1999      | LINEAR                |
| (101940)                 | 1999 RW23              | 7 septembre 1999      | LINEAR                |
| (101941)                 | 1999 RX23              | 7 septembre 1999      | LINEAR                |
| (101942)                 | 1999 RP24              | 7 septembre 1999      | LINEAR                |
| (101943)                 | 1999 RS24              | 7 septembre 1999      | LINEAR                |
| (101944)                 | 1999 RU24              | 7 septembre 1999      | LINEAR                |
| (101945)                 | 1999 RP25              | 7 septembre 1999      | LINEAR                |
| (101946)                 | 1999 RR26              | 7 septembre 1999      | LINEAR                |
| (101947)                 | 1999 RS26              | 7 septembre 1999      | LINEAR                |
| (101948)                 | 1999 RT26              | 7 septembre 1999      | LINEAR                |
| (101949)                 | 1999 RX26              | 7 septembre 1999      | LINEAR                |
| (101950)                 | 1999 RB29              | 7 septembre 1999      | LINEAR                |
| (101951)                 | 1999 RK31              | 9 septembre 1999      | Korlevic, K.          |
| (101952)                 | 1999 RY31              | 8 septembre 1999      | CSS                   |
| (101953)                 | 1999 RM32              | 9 septembre 1999      | Korlevic, K.          |
| (101954)                 | 1999 RY33              | 10 septembre 1999     | LINEAR                |
| (101955) Bénou           | 1999 RQ36              | 11 septembre 1999     | LINEAR                |
| (101956)                 | 1999 RS36              | 11 septembre 1999     | Korlevic, K.          |
| (101957)                 | 1999 RT36              | 12 septembre 1999     | Korlevic, K.          |
| (101958)                 | 1999 RS37              | 12 septembre 1999     | Farra d'Isonzo        |
| (101959)                 | 1999 RH38              | 13 septembre 1999     | Korlevic, K.          |
| (101960) Molau           | 1999 RR38              | 11 septembre 1999     | Knofel, A.            |
| (101961) Augustklipstein | 1999 RL39              | 8 septembre 1999      | CSS                   |
| (101962)                 | 1999 RV39              | 12 septembre 1999     | CSS                   |
| (101963)                 | 1999 RG40              | 15 septembre 1999     | Klet                  |
| (101964)                 | 1999 RU41              | 13 septembre 1999     | Korlevic, K.          |
| (101965)                 | 1999 RY41              | 13 septembre 1999     | Korlevic, K.          |
| (101966)                 | 1999 RO43              | 14 septembre 1999     | Galad, A., Koleny, P. |
| (101967)                 | 1999 RQ43              | 13 septembre 1999     | Juels, C. W.          |
| (101968)                 | 1999 RC45              | 7 septembre 1999      | LINEAR                |
| (101969)                 | 1999 RJ45              | 13 septembre 1999     | McNaught, R. H.       |
| (101970)                 | 1999 RR46              | 7 septembre 1999      | LINEAR                |
| (101971)                 | 1999 RG48              | 7 septembre 1999      | LINEAR                |
| (101972)                 | 1999 RN48              | 7 septembre 1999      | LINEAR                |
| (101973)                 | 1999 RT48              | 7 septembre 1999      | LINEAR                |
| (101974)                 | 1999 RC49              | 7 septembre 1999      | LINEAR                |
| (101975)                 | 1999 RB50              | 7 septembre 1999      | LINEAR                |
| (101976)                 | 1999 RS51              | 7 septembre 1999      | LINEAR                |
| (101977)                 | 1999 RA52              | 7 septembre 1999      | LINEAR                |
| (101978)                 | 1999 RZ52              | 7 septembre 1999      | LINEAR                |
| (101979)                 | 1999 RG53              | 7 septembre 1999      | LINEAR                |
| (101980)                 | 1999 RX54              | 7 septembre 1999      | LINEAR                |
| (101981)                 | 1999 RB56              | 7 septembre 1999      | LINEAR                |
| (101982)                 | 1999 RH58              | 7 septembre 1999      | LINEAR                |
| (101983)                 | 1999 RL59              | 7 septembre 1999      | LINEAR                |
| (101984)                 | 1999 RB61              | 7 septembre 1999      | LINEAR                |
| (101985)                 | 1999 RE61              | 7 septembre 1999      | LINEAR                |
| (101986)                 | 1999 RS62              | 7 septembre 1999      | LINEAR                |
| (101987)                 | 1999 RZ62              | 7 septembre 1999      | LINEAR                |
| (101988)                 | 1999 RG64              | 7 septembre 1999      | LINEAR                |
| (101989)                 | 1999 RK65              | 7 septembre 1999      | LINEAR                |
| (101990)                 | 1999 RF67              | 7 septembre 1999      | LINEAR                |
| (101991)                 | 1999 RK67              | 7 septembre 1999      | LINEAR                |
| (101992)                 | 1999 RT67              | 7 septembre 1999      | LINEAR                |
| (101993)                 | 1999 RJ70              | 7 septembre 1999      | LINEAR                |
| (101994)                 | 1999 RX70              | 7 septembre 1999      | LINEAR                |
| (101995)                 | 1999 RZ71              | 7 septembre 1999      | LINEAR                |
| (101996)                 | 1999 RE72              | 7 septembre 1999      | LINEAR                |
| (101997)                 | 1999 RU75              | 7 septembre 1999      | LINEAR                |
| (101998)                 | 1999 RJ76              | 7 septembre 1999      | LINEAR                |
| (101999)                 | 1999 RM76              | 7 septembre 1999      | LINEAR                |
| (102000)                 | 1999 RX76              | 7 septembre 1999      | LINEAR                |

## Sources
- (en) Base de données du Centre des planètes mineures